# Petter Larsson
Petter Larsson, född 1968, är en svensk journalist och författare. 
Larsson är regelbundet medverkande skribent i Aftonbladet, Sydsvenskan Helsingborgs Dagblad  och ETC. Tidigare har han varit chefredaktör för Götheborgske Spionen, ledarskribent på Arbetet och Efter Arbetet. Larsson föddes i Jonsered, utanför Göteborg, och bor numera i Malmö.
Utöver sina artiklar har Larsson publicerat tre böcker. Den första, Proteststormen, som skildrar protesterna mot Världshandelsorganisationen i Seattle 1999, gavs ut 2001. Därefter gavs artikelsamlingen Till frihetens försvar ut 2010. Den senaste boken, Riggat, handlar om det Larsson kallar "den svenska meritokratiska myten" och utkom 2023. Larsson var också redaktör för boken Ekot från Amalthea.